# Höflein (Dolna Austria)
Höflein – gmina w Austrii, w kraju związkowym Dolna Austria, w powiecie Bruck an der Leitha. Według Austriackiego Urzędu Statystycznego liczyła 1 208 mieszkańców (1 stycznia 2014).